# Jurij Brězan
Jurij Brězan (9. června 1916 Räckelwitz/Worklecy – 12. března 2006 Kamenec) byl nejvlivnějším lužickosrbským spisovatelem 2. poloviny 20. století. Od padesátých let svá díla publikoval pravidelně v hornolužické srbštině a němčině a položil tak základy k dvojjazyčnosti moderní lužickosrbské literatury. Se svými knihami, jmenovitě s prózou Christa, s trilogií o Felixi Hanuschovi stejně jako s romány Krabat a Obraz otce, získal velkou čtenářskou obec v Německu i v zahraničí. Českému čtenáři je jeho dílo k dispozici v českých a slovenských překladech.

## Život

### Mládí
Jurij Brězan se narodil 9. června 1916 v saské hornolužické vsi Räckelwitz/Worklecy jako první dítě lamače kamene a rolníka Georga Bresana (hornolužickosrbsky: Jurije Brězana), toho času vojáka, a Marie, roz. Bräuer (hornolužickosrbsky: Marja Piwarčkec). Třebaže oba rodiče vedle svých úředních jmen na vsi používali lužickosrbská jména, na Brězanově rodném listě je uvedeno jméno Georg Bresan, které si změnil až v roce 1948 v souvislosti s přijetím Zákona pro ochranu práv srbského národa. Svého otce poznal teprve ve věku 2,5 let poté, co se v říjnu 1918 vrátil z Francie. Ve vesnici Räckelwitz/Worklecy, která leží v katolické oblasti Horní Lužice (16 km od Budyšína a 8 km od Kamence), navštěvoval malý, plavovlasý Jurij vesnickou školu s výukou v srbštině a němčině. Pro své výsledky i zjevné nadání byl doporučen ke studiu na víceletém městském gymnáziu v Budyšíně. Na toto německé gymnázium nastoupil v roce 1927, coby ministrant v Chrámu sv. Petra měl při tom nárok na ubytování v jednom z domů budyšínské kapituly. Již jako gymnazista se Brězan začal angažovat v lužickosrbské národnostní otázce: přispíval do lužického tisku články o „antislovanském smýšlení“ (kritika knihy O. E. Schmidta Die Wenden), o Bismarkově protipolské politice atp. Článek o uzdravění chřadnoucího národa z 21. prosince 1935 byl registrován tzv. Wendským oddělením (Wendenabteilung), které provádělo státní dozor nad srbským národním a kulturním hnutím. To vedlo k jeho vyloučení z gymnázia v roce 1936. Ještě roku 1937 se pokoušel v Drážďanech složit maturitu, ale podle výnosu Ministerstva pro lidové vzdělávání k ní nesměl být připuštěn. Vycestoval tedy do Prahy a do Polska, kde v Toruni na státním gymnáziu s úředním německým jazykem roku 1938 maturitu složil. Po té se snažil přejít do ilegality a angažoval se v tzv. konspiraci s „Panem Michałem“, což byla akce ilegální Domowiny, která měla za součinnosti polského agenta vytvořit podmínky k ozbrojenému odboji. V roce 1938 byl Brězan během jízdy vlakem zatčen a následně strávil jeden a půl měsíce ve zvláštní vazbě gestapa v Drážďanech, než byl propuštěn se zákazem pobytu v Lužici. V letech 1939–1941 pracoval z nařízení úřadů jako hospodářský správce ve vsi Koitzsch u Neukirchenu (12 km od Kamence, tedy mimo oblast lužickosrbského osídlení), dále ve Východním Frísku a v okolí Braunschweigu. V roce 1941 byl nucen absolvovat vojenskou přípravu a po té narukoval jako spojař wehrmachtu do polské Poznaně. S divizí „Luftgau Rostow“ byl v roce 1942 v Bělorusku svědkem masakru 20 000 Židů poblíž města Pinsk, což později komentoval takto: Pro mě Německo [...] zemřelo, bídně pošlo na vlastní nelidskost. To relativizovalo i Goetha, ani Beethoven už není. Na konci války byl Brězan přeložen na západní frontu jako desátník u Luftwaffe v Lille, Paříži a Lutychu. 13. února 1945 se pokusil telefonicky varovat své německé přátele v Drážďanech před bombardováním. V samém závěru války byl potom zajat americkou armádou a až do roku 1946 pobýval v Bavorsku.

### Literární začátky

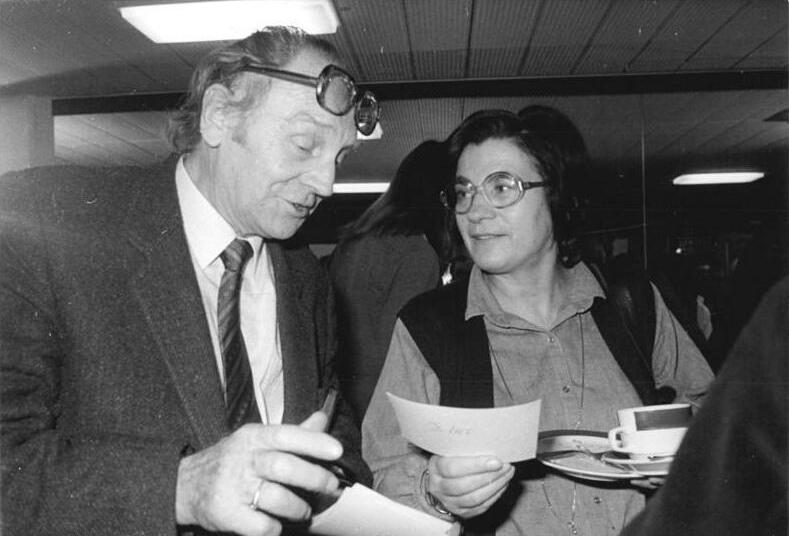
Na „Berlínském setkání na podporu míru“ se spisovatelkou Christou Wolfovou (13.-14. prosince 1981)

Po návratu ze zajetí se brzy stal v Budyšíně funkcionářem Domowiny, iniciátorem mládežnických brigád a v roce 1948 převzal vedení oddělení pro noviny, rozhlas a film v Srbském úřadu pro výchovu lidu (Serbski zarjad). Tuto dobu později označoval za nejlepší a nejšťastnější období svého života, do něhož spadá také sňatek s Ludmilou Hajnec (1922–1993). Ve svém volném čase nadále rozvíjel svůj literární talent a již za války rozpracované prozaické pokusy. V sovětské okupační zóně vstoupil již v roce 1946 do Sjednocené socialistické strany Německa, roku 1948 získal za svou účast v odboji status „pronásledovaného nacistickým režimem“ a zároveň byl radou budyšínského okresu označen za „bojovníka proti fašismu“. Nový domov, plat, stipendium i společenské uznání přispěly k tomu, že Brězan získal příznivé podmínky pro svou plodnou literární tvorbu. V té době již měl za sebou svou první povídku, své básně publikoval už před válkou, mimo jiné v Lužickosrbském věstníku pod pseudonymem J. B. Worklečanski. V poválečných letech vytvořil básnické sbírky, dramata pro Serbské ludowe dźiwadło a románový debut Moja žona Madelena. Od roku 1949 si již mohl dovolit žít jako svobodný spisovatel. V roce 1951 vydal Brězan, jenž do té doby publikoval výhradně v hornolužické srbštině, svou první německojazyčnou knihu Auf dem Rain wächst Korn : Sorbische Erzählungen und Gedichte, která vyšla během jednoho roku ve třech vydáních celkem ve 30 000 exemplářích. Po lužickosrbské novele Stara Jančowa a politicko-didaktické próze Hochzeitsreise in die Heimat, vyšla v roce 1957 v obou jazycích kniha Christa, která se dočkala i chorvatského, běloruského, ruského, srbského a českého překladu.

### Autor úspěšný v NDR
Postavení Lužického Srba ve východoněmecké literatuře mělo svá neopominutelná specifika. Základní institucionální rámec poskytovala organizace Koło serbskich spisowaćelow a publikační orgán Domowiny VEB Domowina-Verlag (Ludowe nakładnistwo Domowina). Brězan, který byl od roku 1950 členem Východoněmeckého svazu spisovatelů, byl v témže roce pozván coby zástupce Srbů na II. Kongres svazu v Berlíně, tedy v době, kdy ještě v němčině nic nepublikoval. Jako člen této organizace se podílel na kampaních a politických rozhodnutích, což vedlo např. k situaci, kdy se musel distancovat od kroužku mladých lužickosrbských spisovatelů (Kružk) a v následné sebekritice je označit za nemarxistické autory, kteří straně škodí. Východoněmecký svaz spisovatelů byl nedílnou součástí systému a Brězan to jako pozdější viceprezident svazu (1969–1989), člen východoněmeckého PEN-klubu (1964) a východoněmecké Akademie umění (1950), který mohl podnikat i cesty na Západ, respektoval, neboť se až do 80. let s „cíli strany“ ztotožňoval. Nicméně byl jediným z pěti viceprezidentů svazu, který nebyl nikdy registrován jako spolupracovník Stasi. Jako jiní lužickosrbští spisovatelé byl toho názoru, že činnost Domowiny musí být více zaměřena na lužickosrbský jazyk, kulturu a tradice a méně na politické nebo ideologické diskuse. Nelze se tedy divit, že na podzim roku 1989 byl politickými změnami přímo existenciálně zasažen.
Literárně bylo období NDR pro Brězana nesmírně produktivní. Na konci 50. let zrekapituloval svůj život v autobiograficky laděné románové trilogii Felix Hanusch, která se skládá z částí: 1) Der Gymnasiast (1959), 2) Semester der verlorenen Zeit (1959) a 3) Mannesjahre (1964). Od roku 1965 započalo vydávání jeho dosavadního díla v hornolužickosrbské verzi sebraných spisů Zhromadźene spisy w jednotliwych wudaćach (1965–1998). Po románové trilogii přišla v letech 1966–1982 Brězanova vrcholná tvůrčí fáze završená krabatovskou knihou pro mládež Čorny młyn (1968), filozofickým románem Krabat (1976) a patrně jeho nejzdařilejší knihou Bild des Vaters / Stary nan (1982). Zároveň si našel čas pro knihy určené dětem, z nichž si oblibu získaly především tituly Der Elefant und die Pilze / Kak je elefant do hribow šoł (1963) a Wulke dyrdomdejstwa małeho kocora / Die Abendteuer des Kater Mikosch (1966). Ve Spolkové republice Německo byl Brězan dlouho považován za „nejznámějšího neznámého současné německojazyčné literatury“ (Wolf Oschlies). Protože romány a povídky psal převážně o své socialistické vlasti, byl v SRN znám „pouze“ jako dětský autor.

### Psaní v tržní ekonomice

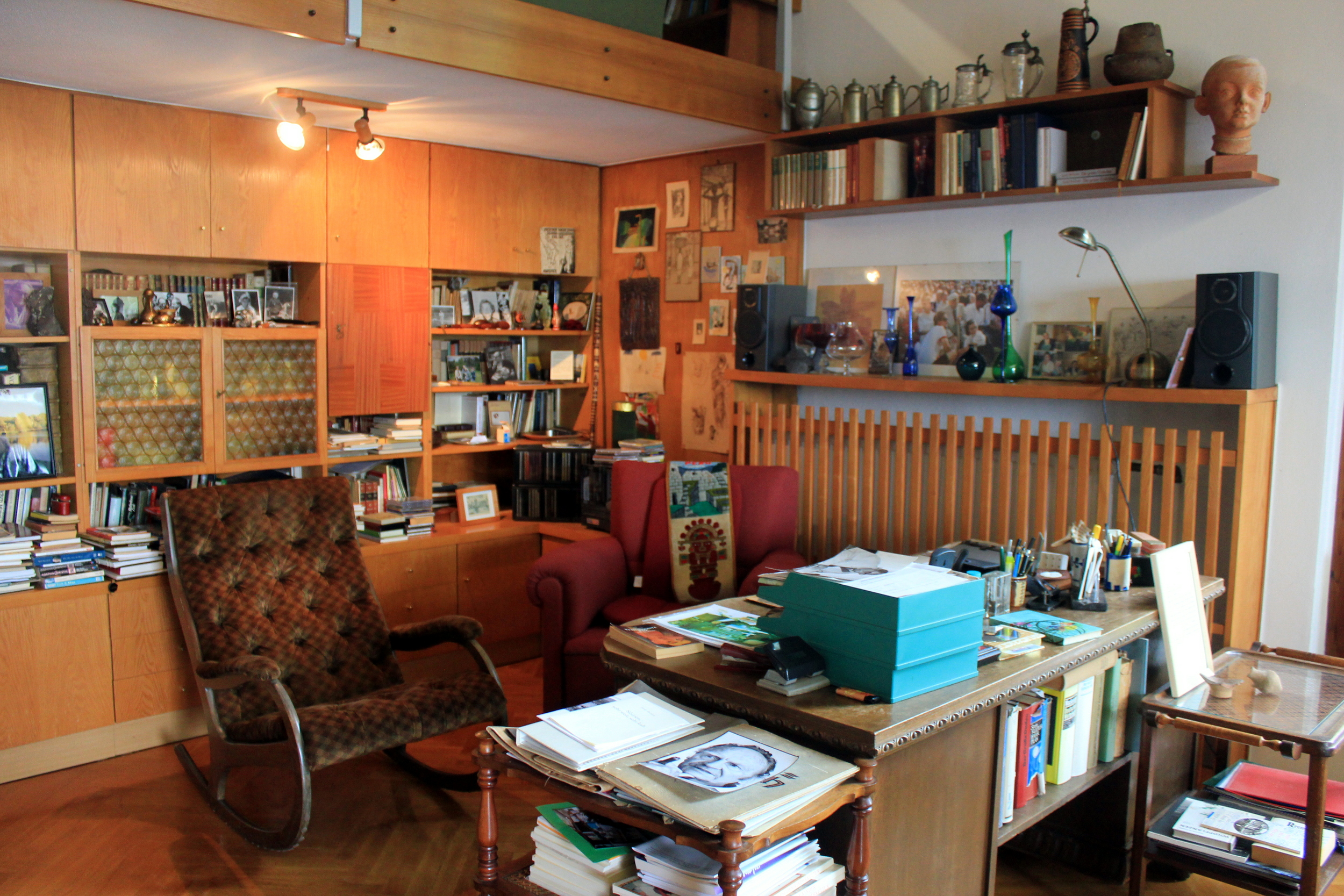
Pracovna Jurije Brězana v Hornim Hajnku

Rozhodující dny v září 1989 strávil Jurij Brězan se svou ženou Ludmilou v Horním Švábsku, kde byl na dovolené u spřáteleného nakladatele. Dovedl pochopit lidi, kteří nechtěli žít za zdí a prchali přes Maďarsko a Rakousko na Západ. Na čtení v Ravensburgu 18. září 1989 ovšem odpověděl na otázku, zda je socialismus u konce takto: Pokud se to nepodaří, tento velký experiment, pokud se nám to nezdaří, pak se do toho lidé za padesát nebo sto let pustí znovu, potom to bude lepší, jak doufám. Na druhou stranu zároveň kritizoval nejen Ulbrichta, ale také politické špičky NDR, které se etablovaly v 70. letech. Jako autor, jenž v období NDR prodal téměř tři miliony knih, byl pro mnohé Lužické Srby příliš spjat s bývalým režimem. V Domowině, která byla za Honeckerovy éry oficiálně označována za „socialistickou národní organizaci Srbů“, došlo po převratu k názorové diferenciaci a Brězanův vztah k ní byl nadále ambivalentní. V roce 1991 ve své řeči v Ralbitz zdůraznil, že Lužičtí Srbové potřebují vlastní národní program, jehož cílem má být dvojí srbsko-německá identita. S rozpadem struktur komunistického režimu a nástupem tržní ekonomiky měl obavy o zachování této svébytné identity a varoval mimo jiné před rušením srbských škol zdůvodňované nedostatkem žáků.
Po roce 1990 napsal pokračování svého románu zpracovávajícího krabatovskou látku Krabat – druha kniha : roman (1994) / Krabat oder Die Bewahrung der Welt : Roman (1995), která byla plánována jako další díl literárního cyklu. Stejně jako Günter Grass se po té přiklonil k satiře a napsal román na téma privatizace ve fiktivní vsi Salow: Die Leute von Salow (1997) / Salowčenjo (1997). Následoval zábavný historický román Die grüne Eidechse (2001) k výročí 1000 let Budyšína, dále prózy Die Einladung (2003), Die Jungfrau, die nicht ins Bett wollte (2006) a konečně dvoudílná autobiografie: 1) Mein Stück Zeit (1989) a 2) Ohne Paß und Zoll (1999).

### Poslední roky
Od roku 1968 Brězan často pobýval v obci Horni Hajk (Räckelwitz/Worklecy). Zde si vytvořil pevně stanovený pracovní rytmus 4 hodin psaní dopoledne, 3 hodiny odpoledne a denní pensum 8 stran. Tato usilovná tvorba učinila Brězana jedním z nejproduktivnějších autorů NDR. Manželka Ludmila, která inspirovala řadu Brězanových literárních postav, zemřela na rakovinu v roce 1993. V roce 1995 zemřel spisovatelův syn, literární historik a germanista, dr. Simon Brězan. Ani za těchto okolností však nepřestal psát. Jurij Brězan zemřel 12. března 2006 na srdeční selhání v kamenecké maltézské nemocnici ve věku 89 let.

## Literární dílo

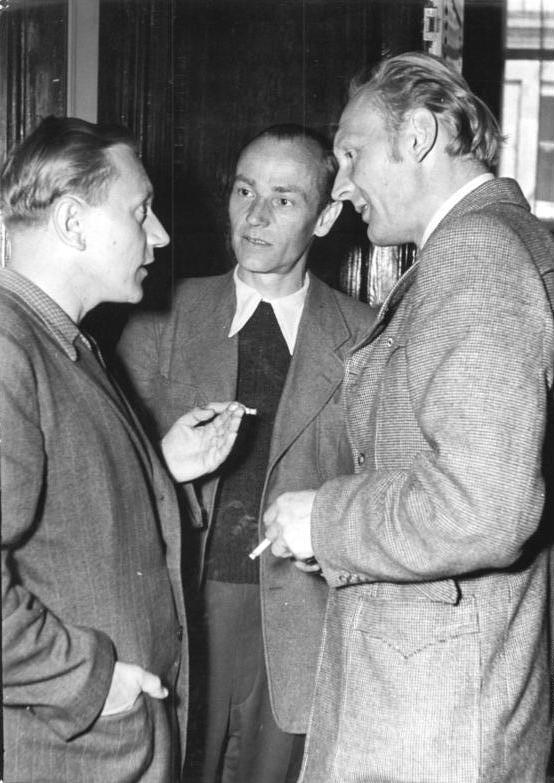
Na setkání Svazu německých spisovatelů v Berlíně se spisovatelem Fritzem Buchmannem (7. květen 1952)

### Poválečné období a socrealismus
Literární dílo Jurije Brězana, jehož hlavním posláním je neustálá apologie člověka – Lužického Srba na pozadí světových dějin, bylo formováno poválečnou zkušeností. Tehdy psal krátké prózy věnované reliktům války a kolektivizaci vesnice. Základem však zůstává konkrétní, „realistický“ příběh. O tom svědčí již povídka Hodowa legenda, která líčí situaci muže a těhotné ženy bez domova. Novela Moja žona Madelena o básníku-zemědělci, který hledá hospodyni a přítelkyni, jíž najde ve studentce filologie Madeleně, už je podle samotného autora fikcí a ideálem harmonické společnosti s propojením duševní a fyzické práce. Již v 50. letech Brězana zajímá nejen konkrétní příběh vesnického života, nýbrž i vnitřní život a vývoj jedince. Sbírky Prěna brózda a Stara Jančowa jsou sice podřízeny poetice socrealismu, čerpají však ze starší narativní tradice. Důležitým aspektem Brězanovy poetiky je při tom hra s čtenářem, projevující se sebekritikou a zdánlivou upřímností či sebebičováním. V 50. letech byl zjevně veden socialistickou ideologií, s níž se ztotožňoval a v jejímž kontextu chtěl být jakýmsi „učitelem nového života“.

### Etický vývoj jedince v socrealismu
Problematika socialismu a jeho etického kodexu byla pro Brězana určující po celá 60. léta. Idea výchovného románu je patrná již v povídce Christa, což je příběh dcery židovské matky a německého otce, který se roku 1938 své ženy a dcery zřekl. Christa, kterou od věku čtyř měsíců vychovává mladá služka – Lužická Srbka, se po smrti matky v koncentračním táboře později musí rozhodnout mezi svou novou rodinou a biologickým otcem Hagenem. Rozhodne se proti němu, protože nese vinu na smrti matky. Vrcholnou ukázkou Brězanova výchovného románu je zvláště románová trilogie Felixe Hanusche. Na Felixově případu chtěl Brězan ukázat svůj pohled na možnosti a hranice lidského jednání. I zde samozřejmě dochází k vyzrání ve smyslu přijetí socialistické etiky. V prvním díle trilogie je Felix konfrontován s německým měšťanským prostředím, které se mu „zdá lepší“. Chce tedy změnit identitu, ale sociální přestup se mu nedaří. V období nacionálního socialismu si Felix zřetelně uvědomuje, že se nemůže stát německým měšťanem, nýbrž že musí zůstat lužickosrbským bojovníkem. Ve třetím díle již Felix vystupuje jako rozhodný obhájce socialismu u Lužických Srbů, který pochopil, že skutečná etika a humánnost je pouze na „sovětské“ straně.

### Mytizace folkloru (Krabat)
Román Krabat (1976, něm. Krabat oder Die Verwandlung der Welt) je bezesporu vrcholným Brězanovým dílem, ve kterém nejumělečtěji (ne však nejpoutavěji) nastolil otázku smyslu dějin lidstva a místa lužickosrbského etnika ve světových dějinách. Bezpochyby jde o první moderní román v lužickosrbské literatuře. V prostoru, kterým protéká říčka Satkula, se zde odehrává mytický souboj mezi dobrým kouzelníkem a praotcem Serbinů Krabatem a jeho protipólem Wolfem Reissenbergem. Postavy Krabata a Reissenberga a jejich potomků/dvojníků na sebe berou různé podoby a procházejí historií jednou jako legendární, jindy jako konkrétní historické osoby. Literární vědec H. P. Hoelscher-Obermaier, přiřazuje tento umělý mýtus k žánru „antipohádky“, Helena Ulbrechtová jej potom řadí k typu moderního románu filosofie dějin. Brězanovo antireligiózní, hegelovské dílo vyjadřuje autorovo přesvědčení, že přírodní vědy a technika k rozvoji člověka pomáhají, ale samy o sobě nestačí. Pouze ve spojení s neustálou prací na vyšším stupni etické zralosti může člověk dosáhnout skutečné seberealizace. Brězanův Krabat, který pojednává také téma vzájemné spřízněnosti a osudového spojení Slovanů a Němců, bývá rovněž nazýván „lužickosrbským Faustem“.
V románu Obraz otce (něm. 1982 jako Bild des Vaters, ls. 1982 jako Stary nan) se pak Brězanovi podařilo vytvořit mnohem prostší a působivější mýtus. Zatímco Krabat je mýtem sám o sobě, je v Obraze otce odhalován archetyp konkrétní osoby – především člověka a teprve poté Lužického Srba. Hlavní postavou románu je starý lamač kamene Tobiáš Hawk, svědek celého 20. století, jehož fyzická smrt je představena jako přirozený proces, který k lidskému životu neodmyslitelně patří. Je sice prototypem Lužického Srba, především však ztělesněním člověka jako částečky univerza, do kterého se po ukončení své fyzické existence znovu navrací.

### 90. léta 20. století
V tomto období došlo k určitému přehodnocení Brězanových ideálů. Tváří v tvář nové realitě obrátil o několik stupňů, takže se např. mohl stát z bojovníka za třídní spravedlnost bojovníkem proti globalizaci. S touto proměnou, kterou prodělala velká část literátů bývalých socialistických zemí, přišel částečný posun krabatovského paradigmatu. Druhá kniha Krabata (něm. Krabat oder Die Bewahrung der Welt) z roku 1994 se loučí s vizí radikální změny světa a poražení zla. Nadále je cílem už jen pouhé zachování světa. Reissenberg a jeho „zlo“ ztrácí jednoznačné kontury, neboť Reissenberkem, který se podílí na zkáze světa, je každý z nás. Tématem románu Zelena ješćelca (Die grüne Eidechse) z roku 2001 a rovněž poslední Brězanovy novely Habakuk (2004) je potom vystěhovalectví a postavení cizince.

## Bibliografie prvních vydání

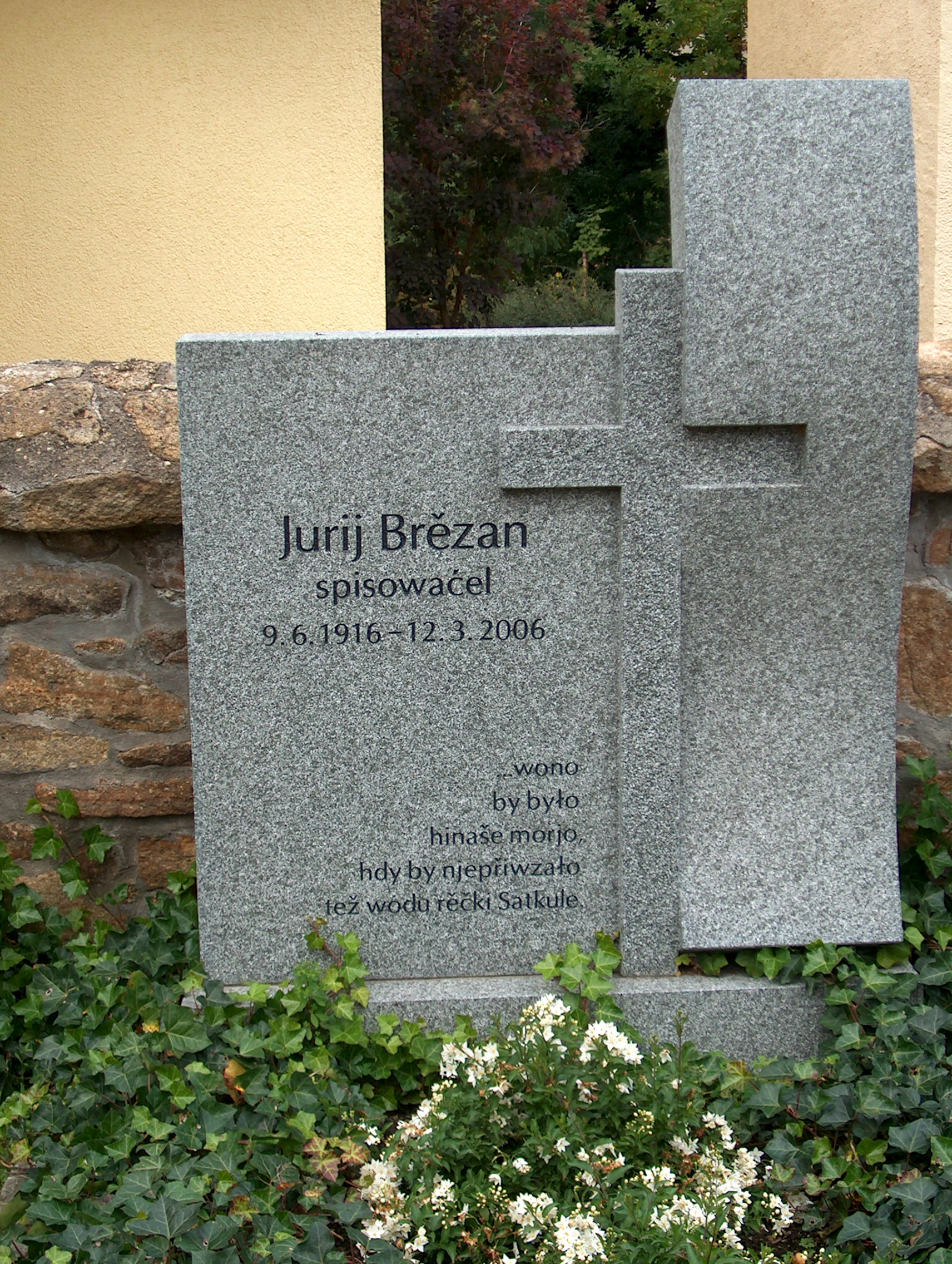
Náhrobek Jurije Brězana v obci Crostwitz/Chrósćicy